# Lasionycta haida
Lasionycta haida es una especie de mariposa nocturna de la familia Noctuidae. Es endémica del archipiélago Haida Gwaii, en Columbia Británica.
- Datos: Q6493414
- Multimedia: Lasionycta haida / Q6493414
- Especies: Lasionycta haida